# Kenan Bulutoğlu
Yusuf Kenan Bulutoğlu, né en 1931 à Çarşamba dans la province de Samsun en Turquie et mort le 5 décembre 2020 à Samsun, est un homme politique turc.
Il termine ses études secondaires au lycée d'Istanbul, diplômé de la faculté de droit de l'université d'Istanbul et fait son doctorat sur l'économie à l'université de Paris. Il devient maître de conférences à l'université d'Istanbul, chaire de département de l'économie de l'université du Bosphore.
Il est député du parti républicain du peuple de Samsun de 1977 à 1980, ministre d'État en 1977 et ministre des Entreprises de 1978 à 1979. Comme expert, conseiller et directeur, il travaille à la Banque mondiale, au Fonds monétaire international, au Programme des Nations unies pour le développement, à la Banque européenne pour la reconstruction et le développement et dans la Banque asiatique de développement.